# Ewa Zajączkowska-Hernik

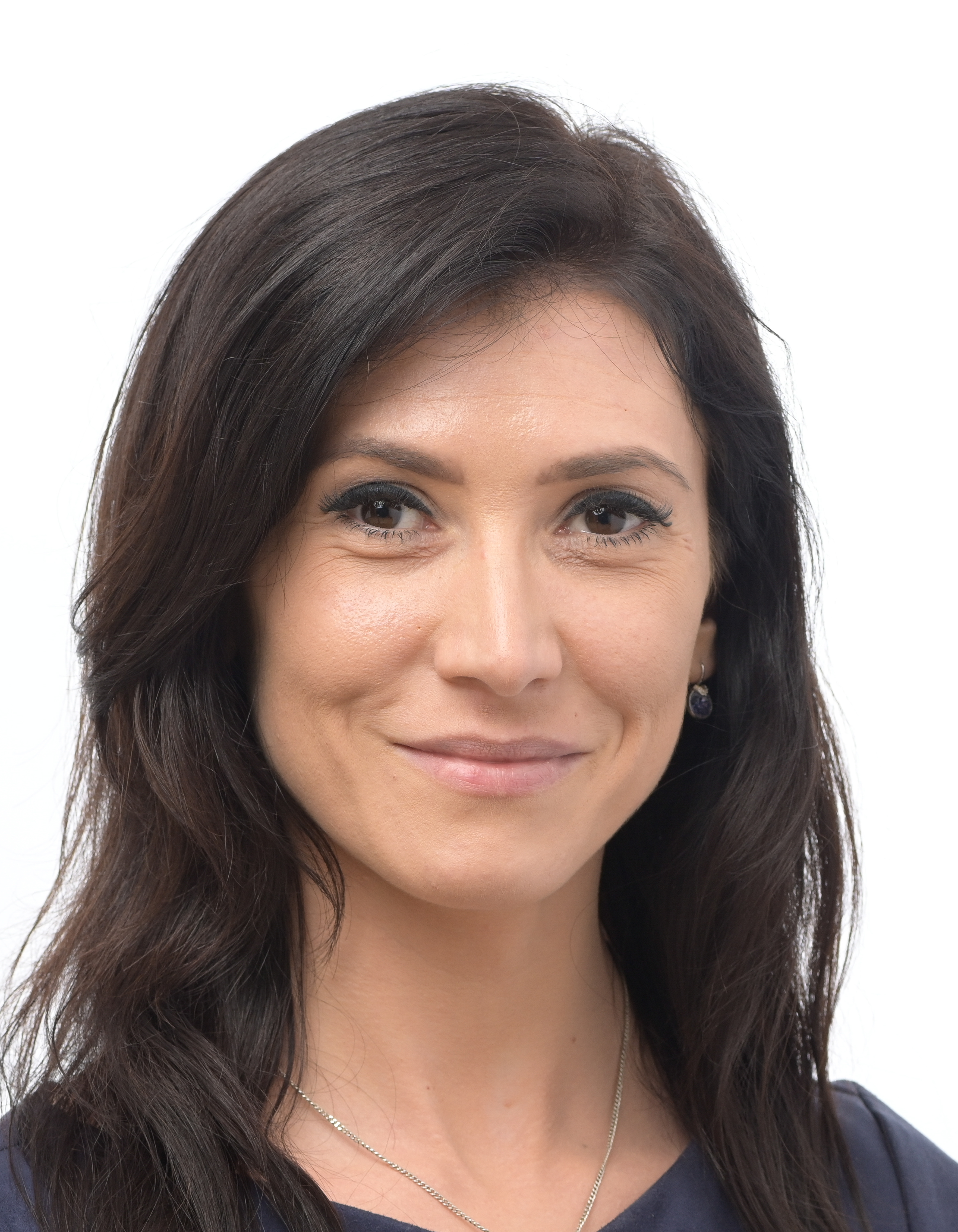
Ewa Zajączkowska-Hernik (2024)

Ewa Zajączkowska-Hernik (* 20. Januar 1990 in Radom) ist eine polnische Politikerin, Historikerin und Abgeordnete des Europäischen Parlaments der X. Wahlperiode.

## Werdegang
In der Vergangenheit war sie Präsidentin der Jugendabteilung von KORWiN in Radom und der Vereinigung Freiheitspatriotische Bewegung. Von 2009 bis 2013 studierte sie Geschichte an der Maria-Curie-Skłodowska-Universität. Seit 2014 ist sie mit der Partei von Janusz Korwin-Mikke verbunden. Zwischen 2016 und 2023 arbeitete als Journalistin für die Website wSensie.pl und das Portal światrolnika.info und berichtete über politische, wirtschaftliche und landwirtschaftliche Themen. Seit Dezember 2023 ist sie Sprecherin der Konfederacja Wolność i Niepodległość. Bei der Europawahl 2024 wurde sie ins Europaparlament gewählt. Dort wurde sie Mitglied des Ausschusses für bürgerliche Freiheiten, Justiz und Inneres und gehört der Fraktion Europa der Souveränen Nationen an.

## Privatleben
Ewa Zajączkowska-Hernik ist verheiratet.